# Берген (селище, Нью-Йорк)
Берген (англ. Bergen) — селище (англ. village) в США, в окрузі Дженесі штату Нью-Йорк. Населення — 1208 осіб (2020).

## Географія
Берген розташований за координатами 43°4′57″ пн. ш. 77°56′33″ зх. д. / 43.08250° пн. ш. 77.94250° зх. д. (43.082601, -77.942458).  За даними Бюро перепису населення США в 2010 році селище мало площу 1,91 км², уся площа — суходіл.

## Демографія
Згідно з переписом 2010 року, у селищі мешкало 1176 осіб у 446 домогосподарствах у складі 311 родини. Густота населення становила 616 осіб/км².  Було 477 помешкань (250/км²).
Расовий склад населення:
| - 96,5 % — білих - 0,9 % — азіатів - 0,3 % — чорних або афроамериканців |

До двох чи більше рас належало 1,7 %. Частка іспаномовних становила 2,2 % від усіх жителів.
За віковим діапазоном населення розподілялося таким чином: 25,5 % — особи молодші 18 років, 64,0 % — особи у віці 18—64 років, 10,5 % — особи у віці 65 років та старші. Медіана віку мешканця становила 39,5 року. На 100 осіб жіночої статі у селищі припадало 94,4 чоловіків;  на 100 жінок у віці від 18 років та старших — 92,5 чоловіків також старших 18 років.
Середній дохід на одне домашнє господарство  становив 66 854 долари США (медіана — 60 313), а середній дохід на одну сім'ю — 74 153 долари (медіана — 68 295). Медіана доходів становила 47 269 доларів для чоловіків та 37 143 долари для жінок. За межею бідності перебувало 10,6 % осіб, у тому числі 17,7 % дітей у віці до 18 років та 2,2 % осіб у віці 65 років та старших.
Цивільне працевлаштоване населення становило 652 особи. Основні галузі зайнятості: освіта, охорона здоров'я та соціальна допомога — 21,5 %, роздрібна торгівля — 17,3 %, виробництво — 16,4 %.